# Orquesta Matecaña
Das Orquesta Matecaña ist eine Salsaband aus Guacarí in der kolumbianischen Provinz Valle del Cauca.

## Werdegang
Neiver Calero, Harold Herrera und Fernando Tigreros gründeten die elfköpfige Salsa-Band im Jahr 1990 in Guacarí Valle. Zu ihrer Musik gehörten verschiedene Stilrichtungen des Salsa und der Música Tropical. Ihr Stil ähnelt dem anderer kolumbianischer  Gruppen wie  La Sonora Carruseles, Grupo Niche und Fruko y sus Tesos. Mit ihrem 1991 herausgebrachten Album „Con sabor a Matecaña“ hatten sie mit dem Titel „Se morirá el amor“ ihren ersten Hit. Weitere erfolgreiche Songs waren „Gracias amor“, „Quisiera callar“, „Vientico Grosero“, „Se morirá el amor“ und „Cali calor“. Letzterer wurde Leitthema der Feria de Cali im Jahr 1994. Im Jahr 1996 veränderte die Band ihren Musikstil und vermischte die großen Erfolge anderer Künstler aus vergangenen Epochen mit ihrer eigenständigen Musikrichtung. Damit einhergehend änderten sie auch ihr Image. Das Orquesta Matecaña besteht aus einem 14-köpfigen Tanzorquester aus professionellen Musikern, den Sängern Fernando Tigreros und Víctor Hugo Agudelo, sowie den beiden Sängerinnen und Tänzerinnen Mairim Vargas und Diana Beatriz Cortés.

## Diskographie
- Con sabor a Matecaña (1991)
- Que bueno (1994)
- Sentimental y selvaje (1995)
- Serie batalla (1997)
- Baila con sabor (2001)
- Pequéle (2005)
- Y hasta más (2006)
- Pa’ reventar (2007)
- Toma pa’ que lleve (2009)